# 赤色磨研土器
赤色磨研土器是一个制作于古朝鲜前4世纪的无文土器时代的土器。赤色磨研土器是在坟墓里发现的，所以被认为是一种陪葬品。其外表的红色是由一种氧化铁颜料组成的，在土器被高温烧制之前被均匀涂抹在容器表面上。1998年，为纪念韩国艺术美术馆开幕，由金丰南赠送给美国纽约大都会艺术博物馆。赤色磨研土器被认为是曾流传于现今的庆尚南道咸安郡、昌原市、金海市和巨济市等地区一带。

## 制作
土器，又称瓦器，是一种低级的粗陶器，有的施釉、有的不施釉。土器的概念涵盖所有原始陶器、兵马俑、建筑砖，以及17世纪前的欧洲陶器。而最早的土器可以追溯到公元前29,000年至25,000年。
赤色磨研土器制作于古朝鲜无文土器时代晚期，即前4世纪左右。其高约14.6厘米，被认为是曾流传于现今的庆尚南道咸安郡、昌原市、金海市和巨济市等地区一带。赤色磨研土器是在坟墓里发现的，所以被认为是一种陪葬品。其外表的红色是由一种氧化铁颜料组成的，在土器被高温烧制之前被均匀涂抹在容器表面上。

## 展出
1998年，为纪念韩国艺术美术馆开幕，由金丰南赠送给美国纽约大都会艺术博物馆。截止2017年11月26日，共先后对外展出18次。